# Fritz Niemand
Fritz Niemand (* 16. Dezember 1915 in Kiel; † 21. November 2012 in Rendsburg) war ein deutscher Verwaltungsangestellter und ein Opfer der nationalsozialistischen Eugenik.

## Leben

### Herkunft und Familie
Fritz Niemand kam als Sohn der Eheleute Fritz Niemand und Hedwig Niemand, geborene Lorenzen, zur Welt. Sein Vater starb im April 1918 im Dienst als Navigationsoffizier auf einem U-Boot der kaiserlichen Marine. Er hinterließ neben dem Sohn zwei Töchter. Die frühe Kindheit verlebte die vaterlose Familie in Luhnstedt und Nindorf.

### Bildungsweg und Erwerbsleben
Seine Schulzeit verbrachte Fritz Niemand auf der Dorfschule Nindorfs und ab 1925 infolge eines Umzugs in Rendsburg. Dort besuchte er von 1926 bis 1932 die Christian-Timm-Realschule. Während seiner Schulzeit stotterte er gelegentlich.
Drei aufeinander folgende Versuche, in Garding, Rendsburg und Osterrönfeld eine Ausbildung zu absolvieren, scheiterten. Von Oktober 1932 bis Februar 1934 versuchte sich Fritz Niemand in der Handelsmarine als Schiffsjunge. Von Februar bis Juni 1934 folgte ein freiwilliger Arbeitsdienst. Im Juli 1934 trat er in die Reichsmarine ein, nachdem er sich für vier Jahre verpflichtet hatte. Aufgrund von Erschöpfungszuständen und Befehlsverweigerungen wurde er im November 1934 in ein Marinelazarett eingewiesen und im Februar 1935 als dienstuntauglich entlassen.
Ab Februar 1940 arbeitete Fritz Niemand als Lagerarbeiter und Kraftfahrer bei einem Rendsburger Lebensmittelgroßhändler. Ab November 1941 ließ er sich im Lockstedter Lager zum Schlosser umschulen. Nach bestandener theoretischer Prüfung wechselte er zur weiteren Ausbildung auf die Kriegsmarinewerft Kiel. Von dort aus wurde er im Dezember 1942 zur Montage von Geschütztürmen nach Norwegen abkommandiert. Infolge einer durch körperliche und seelische Belastungen bedingten Krankmeldung wurde Fritz Niemand im Mai 1943 zurück nach Deutschland geschickt, das begleitende ärztliche Zeugnis hatte seine Entlassung zur Folge. In Rendsburg fand er in der Carlshütte Beschäftigung, die er allerdings aufgrund einer depressiven Verstimmung bald wieder aufgab. Nach einem zehnwöchigen Klinikaufenthalt wechselte er Ende 1943 nach Hamburg, um auf einer Reparaturwerft der HAPAG zu arbeiten.
Anfang 1945 arbeitete Fritz Niemand kurzfristig erneut bei dem Rendsburger Lebensmittelgroßhändler, der ihn vor Jahren bereits angestellt hatte. Von Februar 1948 bis Juni 1949 handelte er ambulant mit Kurzwaren. In den 1950er Jahren und in der ersten Hälfte der 1960er Jahre wechselten sich verschiedene gewerbliche und kaufmännische Tätigkeiten mit Zeiten von Erwerbslosigkeit ab. Nach dem erfolgreichen Besuch einer privaten kaufmännischen Berufsfachschule von Oktober 1965 bis September 1966 arbeitete Fritz Niemand bei verschiedenen Arbeitgebern, bis er am 1. Juni 1969 eine Stelle im Kirchenbüro des Kirchenkreises Rendsburg antrat, die er bis zu seiner Pensionierung Ende 1980 behielt.

### Verfolgung im nationalsozialistischen Deutschland
Eine NS-Gesundheitsfürsorgerin, die als Untermieterin bei seiner Mutter wohnte, schlug 1935 eine Untersuchung in der Heil- und Pflegeanstalt Schleswig-Stadtfeld vor. Fritz Niemand verwahrte sich gegen diese Pläne mit Worten, die die Fürsorgerin als Androhung von Gewalt deutete. Gegen seinen Willen wurde er im September 1935 in die Landesheilanstalt Schleswig-Stadtfeld eingewiesen. Sein Zwangsaufenthalt dort dauerte fast viereinhalb Jahre. In dieser Zeit wurde Niemand unter anderem mit Elektroschocks behandelt. Zwei Fluchtversuche scheiterten jeweils nach wenigen Stunden. Im Juni 1936 wurde er zwangssterilisiert, der Eingriff erfolgte im städtischen Krankenhaus Schleswig. Die ärztliche Diagnose lautete auf Schizophrenie. Rechtsbasis dieser Maßnahme war der entsprechende Beschluss eines Erbgesundheitsgerichts, das sich auf das seit dem 1. Januar 1934 geltende Gesetz zur Verhütung erbkranken Nachwuchses bezog. Da Fritz Niemand im Juni 1936 noch nicht volljährig war, war die Zustimmung seiner Mutter notwendig, diese wurde mit psychischem Druck erwirkt. Im Februar 1940 wurde Fritz Niemand nach intensivem Drängen seiner Mutter aus der Anstalt entlassen.
In Hamburg nahm Niemand im November 1943 aufgrund von Erschöpfungs- und Angstzuständen Kontakt zu einem niedergelassenen Nervenarzt auf. Dieser veranlasste die Einweisung in die Psychiatrie- und Nervenklinik des Universitätsklinikums Hamburg-Eppendorf. Am 8. Dezember wurde er in die Zwischenanstalt Hamburg-Langenhorn verlegt. Von dort aus erfolgte am 1. Februar 1944 der Abtransport in die Heil- und Pflegeanstalt Obrawalde, eine Vernichtungsanstalt für „nicht arbeitsfähige“ Kranke. Er überlebte dort, auch mit Hilfe einer Diakonisse. In den Wirren kurz vor dem Eintreffen der Roten Armee floh Niemand im Januar 1945 und erreichte über Frankfurt (Oder), Berlin und Hamburg schließlich Rendsburg.

### Auseinandersetzungen um NS-Verfolgung
Innerhalb seiner Familie blieb sein Verfolgungsschicksal über Jahrzehnte ein Tabuthema.
Seine Anträge auf Anerkennung als Verfolgter und Opfer des Nationalsozialismus scheiterten mit dem Hinweis darauf, dass „erbgesundheitliche Maßnahmen“ keine Verfolgung darstellten. Auf Basis des Allgemeinen Kriegsfolgengesetzes erhielt er 1981 eine einmalige Entschädigungszahlung von 5.000 DM aus einem Härtefonds.
1986 stellte das Amtsgericht Kiel fest, dass der 1936 gefällte Beschluss des Erbgesundheitsgerichts zur Sterilisation rechtswidrig war. Eine Anerkennung als Verfolgter im Sinne des Bundesentschädigungsgesetzes konnte Fritz Niemand weder gerichtlich noch über den Petitionsausschuss des Deutschen Bundestages beziehungsweise den Petitionsausschuss des Schleswig-Holsteinischen Landtages erwirken.

### Zeitzeugenschaft
Nach dem Tod seiner Mutter trat Fritz Niemand vielfach als Zeitzeuge auf und thematisierte dabei sein Schicksal und das der Euthanasie-Opfer. Zu seinen Zuhörern gehörten Schüler und Lehrer an allgemeinbildenden Schulen, angehende Zivildienstleistende, Krankenpflegeschüler und -lehrer sowie Dozenten und Studenten an Hochschulen. Ferner trat er als Betroffener, Zeitzeuge und Sachverständiger auf, unter anderem vor einem Fachausschuss der Hamburgischen Bürgerschaft und dem Innenausschuss des Deutschen Bundestages. Am 17. April 1985 stand er im Mittelpunkt einer gemeinsam vom Norddeutschen Rundfunk, von Radio Bremen und vom Sender Freies Berlin im dritten Fernsehprogramm ausgestrahlten Sendung über Euthanasie im Dritten Reich. Auch das Fernsehmagazin Kennzeichen D widmete ihm am 7. Januar 1986 einen Beitrag.

## Erinnerung
Seit 2014 gibt es in Rendsburg die Wohngemeinschaft Fritz-Niemand-Haus, ein Angebot für Menschen mit Demenz.